# 阿尔法·孔戴
阿尔法·孔戴（法語：Alpha Condé，1938年3月4日—）是一位几内亚政治家，自2010年12月担任几内亚总统。2017年1月30日曾當選任期一年的非洲聯盟主席。他花了近二十年时间反对前总统兰萨纳·孔戴（Lansana Conté），是反对党几内亚人民联盟的主席。在2010年总统大选中，终于在第二轮投票中当选为几内亚总统；并于2015年再次當選。2020年3月通過修憲公投更改總統每屆任期為6年，過往當選次數從零重新計算，讓他得以在2020年再次当选總統。2021年9月5日，幾內亞軍方發動政變解散了孔戴政府，並拘禁孔戴本人。

## 个人生活
阿尔法·孔戴已婚，有一个儿子，留學於美国。
2022年12月9日，美国财政部公布了一份名单，其中列出了40多名因腐败和侵犯人权行为而受到外國資產控制辦公室制裁的人，包含阿尔法·孔戴。